# Duisburger Verkehrsgesellschaft
Die Duisburger Verkehrsgesellschaft AG, kurz DVG, ist ein Verkehrsunternehmen, welches die Stadt Duisburg (281 km²) mit öffentlichem Nahverkehr versorgt. Seit dem 1. Januar 1940 ist die DVG im öffentlichen Personennahverkehr in Duisburg tätig. Über 50 Millionen Fahrgäste sind jährlich in 101 Bussen und 57 Straßenbahnwagen unterwegs, das sind circa 142.000 Personen am Tag.
Das Duisburger Schienennetz umfasst 53 Kilometer, auf dem die DVG drei Straßenbahnlinien und eine Stadtbahnlinie betreibt. Das Busnetz besteht aus 43 Linien und hat eine Länge von fast 450 Kilometern.
Insgesamt bedient das Verkehrsunternehmen 735 Bus- und Bahn-Haltestellen.
Die Duisburger Verkehrsgesellschaft AG ist Mitglied im Verkehrsverbund Rhein-Ruhr (VRR), dessen Tarif seit dem 1. Januar 2012 auch am Niederrhein (u. a. in Moers und Dinslaken) gilt.
(Siehe auch: Stadtbahn Duisburg).

## Wirtschaftsdaten
Verkehrsgebiet (Stand 2019):
- Fläche (in km²): 281
- Einwohner: 502.694

Verkehrs- und Betriebsleistung:
- Fahrgäste (in Mio.): 52,8

Verkehrs- und Betriebsleistung Bus:
- Fahrzeugbestand: 101
- Anzahl der Linien: 32
- Anzahl der Haltestellen: 579
- Beförderte Personen (in Mio.): 30,7
- Linienlänge Bus (in km): 489,3
- Streckenlänge Bus (in km): 397,5
- Mittlere Reisegeschwindigkeit (in km/h): 20,04
- Personenkilometer (in Mio.): 140,6
- Wagenkilometer (in Mio.): 8,7
- Platzkilometer (in Mio.): 723

Verkehrs- und Betriebsleistung Straßenbahn/Stadtbahn (Stand 2015):
- Fahrzeugbestand (Stand 2021): 57
- Anzahl der Linien: 4
- Anzahl der Haltestellen: 131
- Beförderte Personen (in Mio.): 30,9
- Linienlänge Straßenbahn (in km): 106,6
- Streckenlänge Straßenbahn (in km): 53,3
- Personenkilometer (in Mio.): 141,4
- Wagenkilometer (in Mio.): 4,9
- Platzkilometer (in Mio.): 845,7

## Geschichte

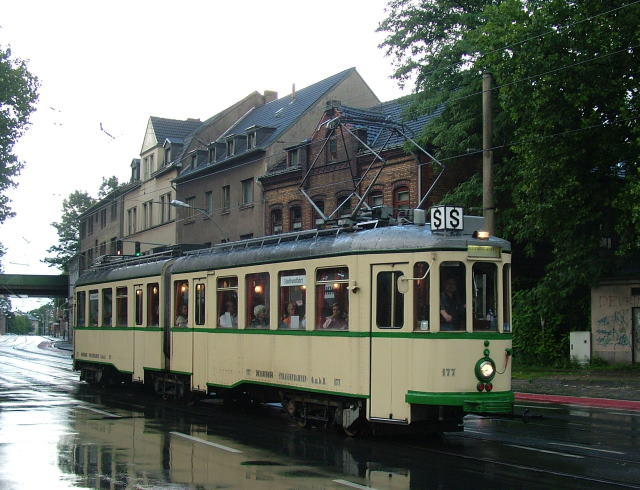
Der erste deutsche Gelenktriebwagen von 1926, sogenannter „Harkortwagen“ – lange als Museumswagen in Duisburg erhalten, später verkauft.

Am 1. Januar 1940 kam es zur Gründung der Duisburger Verkehrsgesellschaft AG. In ihr wurden die Duisburger Straßenbahnen GmbH, die Kreis Ruhrorter Straßenbahn AG und die Städtische Straßenbahnen Hamborn vereint. Damit waren alle Straßenbahnlinien im Bereich der Stadt Duisburg unter einem Dach vereint. Auch die Anteile der STOAG in Oberhausen wurden im Zuge dieser Neugründung an die Stadt Duisburg verkauft. Insgesamt betrieb das Unternehmen 1942 23 Linien. Infolge des Zweiten Weltkrieges musste 1945, wie bei vielen anderen Betrieben im Ruhrgebiet, der Verkehr eingestellt werden.
Am 2. Mai 1945 nahm als erste nach den Stilllegungen die Linie 14 von Dinslaken nach Meiderich den Betrieb wieder auf. Bis zum Jahr 1950 konnte man neun normalspurige Linien und elf meterspurige Linien wieder in Betrieb nehmen. Allerdings wurden schon 1951 und 1952 jeweils eine Linie auf Omnibusverkehr umgestellt.
Auf einer fast 34 Kilometer langen Strecke von Ruhrort über Homberg, Moers, Repelen, Kamp-Lintfort und Rheinberg nach Ossenberg verkehrte vom 18. Dezember 1954 bis zum 28. Mai 1967, zum Teil auf einer früheren Straßenbahntrasse, die längste Oberleitungsbuslinie Deutschlands. Die nach Duisburg führenden Oberleitungsbusstrecken waren dabei Teil des Oberleitungsbus Moers, an dem die DVG mit zwei Fahrzeugen und 1,35 Streckenkilometern beteiligt war.
Schon bald begann die Vereinheitlichung der Spurweiten im Stadtgebiet. Zunächst hatte man überlegt, alle Strecken auf Meterspur umzubauen, um ein einheitliches Netz von Bochum über Gelsenkirchen, Essen, Mülheim, Oberhausen, Duisburg, Moers bis nach Krefeld zu schaffen. Schließlich wurden aber nur die wichtigsten Nord-Süd-Verbindungen in Anknüpfung an das normalspurige Netz in Düsseldorf ausgebaut und alle anderen Strecken auf Omnibusbetrieb umgestellt.
Am 2. Mai 1959 war das größte Umspurungsprojekt eines deutschen Nahverkehrsunternehmens abgeschlossen. Nach dem Umbau, der 4,6 Millionen D-Mark kostete, blieben zunächst sieben Linien erhalten. Das Netz wurde bis Ende der 1960er Jahre auf insgesamt 65,1 km reduziert.
1970 hatte das Land Nordrhein-Westfalen einen Generalverkehrsplan für das Ruhrgebiet vorgelegt. Neben dem systematischen Ausbau der S-Bahn sollte ein städteübergreifendes Stadtbahnsystem geschaffen werden. Danach sollten in Duisburg die Strecken von Dinslaken über Hamborn, Meiderich, die Innenstadt und Huckingen nach Düsseldorf, von Moers über Ruhrort und die Innenstadt nach Mülheim und von Ruhrort nach Marxloh gebaut werden.

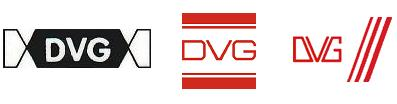
Logos der DVG: links ca. 1970, mittig ca. 1990, rechts das aktuelle Logo

Die DVG ist seit dem 1. Januar 1980 Mitglied des VRR, des größten Verkehrsverbundes Europas. Mit dem Beitritt wurde auch ein einheitliches System der Liniennummerierung eingeführt. Duisburg wurde neben Oberhausen der Fahrplanbereich 9 zugeordnet, mit Ausnahme einiger grundsätzlicher Umbenennungen wurde allen Liniennummern eine „9“ vorangestellt, die Straßenbahn- und Omnibuslinien wurden dreistellig. So hatte bis 1980 in vielen Städten eine Straßenbahnlinie „1“ verkehrt; nun war eine Verwechslung nicht mehr möglich. Die erwähnte Ausnahme stellte die Linie D dar; sie wurde in 79 bzw. U 79 umnummeriert.
Nach der Eingemeindung der linksrheinischen Städte Homberg und Rheinhausen im Jahr 1975 übernahm man am 1. Januar 1985 das dortige Streckennetz der NIAG und tauschte sie gegen die Strecken in den ehemaligen Kreisen Dinslaken und Rees aus. Noch heute besitzt die NIAG einen großen Anteil am Duisburger Busverkehr, vor allem im Westen der Stadt, Direktverbindungen vom Duisburger Hauptbahnhof aus in das Bedienungsgebiet der NIAG (u. a. Moers, Geldern, Vluyn) und über Gemeinschaftsverkehre.

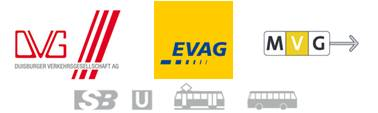
Der Via-Verbund

Seit dem 1. Juli 2010 besteht ein Zusammenschluss der Verkehrsunternehmen DVG (Duisburg), EVAG (Essen) und MVG (Mülheim an der Ruhr) in einem Gemeinschaftsunternehmen Via Verkehrsgesellschaft mbH auf operativer Ebene. Dieser wurde zum 31. Dezember 2016 von der DVG gekündigt.

## Ehemalige Linienverläufe bei Straßenbahn und Oberleitungsbus

### Linienführungen der Straßenbahn 1950
Aus historischen Gründen waren die Straßenbahnnetze nördlich und südlich der Ruhr wegen unterschiedlicher Spurweiten inkompatibel. Während die Straßenbahnstrecken der Stadt Duisburg (inklusiver zweier Strecken zum Ruhrorter Friedrichsplatz und zum Bahnhof Duisburg-Meiderich Süd) komplett in Normalspur gebaut worden waren, hatte man in der ehemals eigenständigen Stadt Hamborn die auch im benachbarten Oberhausen gebräuchliche Meterspur genutzt.
| Linie                                    | Linienweg | Fahrzeit   | Spurweite           |
| ---------------------------------------- | --- | ---------- | ------------------- |
| D                                        | Duisburg Hbf (tief) – König-Heinrich-Platz – Grunewald – Wanheimerort – Sittardsberg – Huckingen – Kesselsberg – (D-)Froschenteich – (D-)Wittlaer – (D-)Kaiserswerth – (D-)Flughafen Lohausen – (D-)Nordstraße – (D-)Ratinger Tor – (D-)Graf-Adolf-Platz | 58 Minuten | 1.435 mm Normalspur |
| 1                                        | Ruhrort Friedrichsplatz – Tausendfensterhaus – Ruhrbrücke – Schwanentor – König-Heinrich-Platz – Kaßlerfeld – Hauptpost/Hbf – Neudorfer Straße – Tierpark (Kaiserberg)                                                                                   | 24 Minuten | 1.435 mm Normalspur |
| 2                                        | Hochfeld Süd Bahnhof – Brückenplatz – Marientor – König-Heinrich-Platz – Hauptpost/Hbf – Tierpark (Kaiserberg) – (MH-)Monning – (MH-)Speldorf – (MH-)Rosendahl – (MH-)Rathaus                                                                            | 42 Minuten | 1.435 mm Normalspur |
| 3                                        | Hochfeld Wörthstraße – Marientor – König-Heinrich-Platz – Hauptpost/Hbf – Neudorfer Markt – Grunewald | 23 Minuten | 1.435 mm Normalspur |
| 4                                        | Kuhtor – König-Heinrich-Platz – Hauptpost/Hbf – Neudorfer Markt – Neudorf Kruppstraße | 12 Minuten | 1.435 mm Normalspur |
| 5                                        | Kaßlerfeld Schifferstraße – Sperrschleuse – Zeche Diergardt/Mevissen – Neuenkamp Rheindeich | 14 Minuten | 1.435 mm Normalspur |
| 7                                        | König-Heinrich-Platz – Hauptpost/Hbf – Duissern – Schnabelhuck – Meiderich Süd Bahnhof |            | 1.435 mm Normalspur |
| 8                                        | Duisburg Hbf (tief) – König-Heinrich-Platz – Grunewald – Bahnhof Hochfeld-Süd – Eisenwerk Wanheim – Hüttenwerke Huckingen – Hüttenheim | 39 Minuten | 1.435 mm Normalspur |
| 9                                        | Meiderich Süd Bahnhof – Kanalbrücke – Ruhrau – Schnabelhuck – Duissernplatz – König-Heinrich-Platz – Grunewald – Neuer Friedhof – Buchholz – Huckingen                                                                                                   | 45 Minuten | 1.435 mm Normalspur |
| M                                        | Ruhrort Friedrichsplatz – Homberg – Moers – Rheinberg |            | Oberleitungsbus     |
| 11                                       | Norbertuskirche – Bahnhof Hamborn – Marxloh Pollmann – Matenastraße – Beeck Denkmal – Laarer Kirche – Ruhrort Friedrichsplatz | 23 Minuten | 1.000 mm Meterspur  |
| 12                                       | Meiderich Süd Bahnhof – Baustraße – Laarer Kirche – Ruhrort Friedrichsplatz – Bürgermeister-Pütz-Straße – Post Meiderich – Meiderich Süd Bahnhof (Ringlinie)                                                                                             | 38 Minuten | 1.000 mm Meterspur  |
| 13                                       | Beeck Denkmal – Bergmannssiedlung – Schacht I/II – Beeckerwerth | 8 Minuten  | 1.000 mm Meterspur  |
| 14                                       | Dinslaken Bahnhof – Walsum-Vierlinden – Walsum Schwan – Marxloh Pollmann – Hamborn Rathaus – Neumühl – Meiderich Süd Bahnhof | 45 Minuten | 1.000 mm Meterspur  |
| 16                                       | Walsum – Wehoven – (OB-)Holten Markt | 13 Minuten | 1.000 mm Meterspur  |
| 17                                       | Dinslaken Bahnhof – Neutor – Hiesfeld | 15 Minuten | 1.000 mm Meterspur  |
| 18                                       | Dinslaken Bahnhof – Neutor – Lohberg | 15 Minuten | 1.000 mm Meterspur  |
| 21                                       | Alsum – Matenastraße – Hamborn Altmarkt – Hamborn Rathaus – Norbertuskirche – (OB-)Buschhausen | 37 Minuten | 1.000 mm Meterspur  |
| 22                                       | Norbertuskirche – Marxloh Pollmann |            | 1.000 mm Meterspur  |
| 23                                       | (OB-)Holten Bahnhof – Holten Markt – Fahrner Straße – Marxloh Pollmann | 23 Minuten | 1.000 mm Meterspur  |
| 24                                       | Hamborn Fahrner Straße – Hamborn Rathaus – Meiderich Baustraße | 23 Minuten | 1.000 mm Meterspur  |
| kursiv = Ortschaften außerhalb Duisburgs | |            |                     |

### Linienführungen der Straßenbahn 1959
Um bessere Verkehrsverbindungen zwischen dem Nord- und Südteil der Stadt zu schaffen, wurden einzelne Strecken von Meterspur auf Normalspur umgespurt. Infolgedessen wurden einzelne Strecken aufgegeben, da sie im Inselbetrieb nicht weiter sinnvoll betrieben werden konnten, der Umbau aber nicht wirtschaftlich gewesen wäre (besonders in Dinslaken und nach Beeckerwerth).
| Linie                                    | Linienweg | Fahrzeit   | Bemerkung                                                      |
| ---------------------------------------- | --- | ---------- | -------------------------------------------------------------- |
| D                                        | Duisburg Hbf – König-Heinrich-Platz – Grunewald – Wanheimerort – Sittardsberg – Huckingen – (D-)Froschenteich – (D-)Wittlaer – (D-)Kaiserswerth – (D-)Flughafen Lohausen – (D-)Ratinger Tor – (D-)Graf-Adolf-Platz                                                                        | 54 Minuten |                                                                |
| 1                                        | Norbertuskirche – Bahnhof Hamborn – Marxloh Pollmann – Matenastraße – Beeck Denkmal – Laarer Kirche – Ruhrort Friedrichsplatz – Tausendfensterhaus – Ruhrbrücke – Schwanentor – König-Heinrich-Platz – Hauptpost/Hbf – Neudorfer Straße – Tierpark (Kaiserberg)                           | 53 Minuten | bis Laar: ehemals Meterspur                                    |
| 2                                        | Hochfeld Süd Bahnhof – Brückenplatz – Marientor – Sonnenwall bzw. Kuhtor 1 – Hauptpost/Hbf – Tierpark (Kaiserberg) – (MH-)Monning – (MH-)Speldorf Bahnhof – (MH-)Rosendahl – (MH-)Rathaus                                                                                                 | 42 Minuten |                                                                |
| 3                                        | Kupferhütte – Marientor – Sonnenwall bzw. Kuhtor 1 – Hauptpost/Hbf – Neudorfer Markt – Grunewald | 23 Minuten |                                                                |
| 4                                        | Ruhrort Friedrichsplatz – Tausendfensterhaus – Ruhrbrücke – Schwanentor – König-Heinrich-Platz – Hauptpost/Hbf – Neudorfer Markt – Sportpark 2 | 26 Minuten |                                                                |
| 8                                        | Duisburg Hbf – König-Heinrich-Platz – Grunewald – Hochfeld Bahnhof Süd – Rheinstahl Wanheim – Hüttenwerke Huckingen – Hüttenheim | 32 Minuten |                                                                |
| 9                                        | Dinslaken Bahnhof – Walsum-Vierlinden – Walsum Rathaus Walsum Schwan – Marxloh Pollmann – Hamborn Rathaus – Neumühl – Meiderich Süd Bahnhof – Kanalbrücke – Ruhrau – Schnabelhuck – Duissernplatz – Stadttheater bzw. Hauptpost/Hbf 3 – Grunewald – Neuer Friedhof – Buchholz – Huckingen | 80 Minuten | bis Meiderich: ehemals Meterspur                               |
| M                                        | Ruhrort Friedrichsplatz – Homberg – Moers – Rheinberg |            | Oberleitungsbus                                                |
| 10                                       | Alsum – Matenastraße – Hamborn Altmarkt – Hamborn Rathaus – Norbertuskirche – (OB-)Buschhausen | 36 Minuten | Meterspur                                                      |
| 11                                       | (OB-)Holten Bahnhof – (OB-)Holten Markt – Fahrner Straße – Marxloh Pollmann | 19 Minuten | Meterspur                                                      |
| 12                                       | Ruhrort Bergiusstraße – Meiderich Süd Bf |            | Meterspur 23. Mai 1959 Buslinie 12: Laar – Meiderich – Ruhrort |
| 13                                       | Laar Kirche – Meiderich Süd Bf |            | Meterspur 23. Mai 1959 Buslinie 12: Laar – Meiderich – Ruhrort |
| 16                                       | Walsum Rathaus – Wehofen Schachtstraße – (OB-)Holten Markt | 10 Minuten | Meterspur 29. November 1959 Linie 6                            |
| kursiv = Ortschaften außerhalb Duisburgs | |            |                                                                |

### Linienführungen der Straßenbahn 1971
Alle Linien führen nun über Normalspurgleise. Die bisher noch verbliebenen Meterspurstrecken waren auf Oberhausen ausgerichtet, und als dort die Straßenbahn stillgelegt wurde, wurden auch diese Strecken aufgegeben.
| Linie                                    | Linienweg | Bemerkung                  |
| ---------------------------------------- | --- | -------------------------- |
| D                                        | Duisburg Hbf – Grunewald – Wanheimerort – Sittardsberg – Huckingen – Wittlaer – Kaiserswerth – (D-)Jan-Wellem-Platz                                                          |                            |
| 1                                        | Obermarxloh Schleife – Marxloh Pollmann – Beeck Denkmal – Laar Kirche – Ruhrort Friedrichsplatz – Kaßlerfeld – Duisburg Hbf – Zoo/Uni – (MH-)Speldorf – (MH-)Rathaus         |                            |
| 2                                        | Hochfeld Süd Bf 1 – Marientor – Duisburg Hbf – Zoo/Uni | mo–fr 6–20 Uhr             |
| 2/4                                      | Hochfeld Süd Bf 1 – Marientor – Duisburg Hbf – Neudorfer Markt – Grunewald – Wanheim – Hüttenheim                                                                            | mo–fr 20–6 Uhr, sa/so/etc. |
| 3                                        | Kupferhütte 2 – Marientor – Duisburg Hbf – Neudorfer Markt – Neudorf Wildstraße 3                                                                                            |                            |
| 4                                        | Ruhrort Friedrichsplatz – Kaßlerfeld – Duisburg Hbf – Neudorfer Markt – Grunewald – Hochfeld – Wanheim – Hüttenheim                                                          | mo–fr 6–20 Uhr             |
| 9                                        | Dinslaken Bf – Walsum – Marxloh Pollmann – Hamborn Rathaus – Meiderich Süd Bf – Schnabelhuck – Duissern – Duisburg Hbf – Grunewald – Wanheimerort – Sittardsberg – Huckingen |                            |
| kursiv = Ortschaften außerhalb Duisburgs | |                            |

### Linienführungen der Straßenbahn 1983
Mit der Gründung des Verkehrsverbundes Rhein-Ruhr wurden 1980 neue, regional unterscheidbare Liniennummern eingeführt. Die Linienführung blieb weitgehend unverändert, Stilllegungen gab es in diesem Zusammenhang nicht, die Linie 904 (auf bestehender Trasse) sogar bis Laar verlängert.
| Linie                                    | Linienweg |
| ---------------------------------------- | --- |
| 79                                       | Duisburg Hbf – Grunewald – Wanheimerort – Sittardsberg – Huckingen – (D-)Wittlaer – Kaiserswerth – Düsseldorf Hbf                                                            |
| 901                                      | Obermarxloh Schleife – Marxloh Pollmann – Beeck Denkmal – Laar Kirche – Ruhrort Friedrichsplatz – Kaßlerfeld – Duisburg Hbf – Zoo/Uni – (MH-)Speldorf – (MH-)Rathaus         |
| 904                                      | Laar Kirche – Ruhrort Friedrichsplatz – Duisburg Hbf – Neudorfer Markt – Grunewald – Wanheim – Hüttenheim                                                                    |
| 909                                      | Dinslaken Bf – Walsum – Marxloh Pollmann – Hamborn Rathaus – Meiderich Süd Bf – Schnabelhuck – Duissern – Duisburg Hbf – Grunewald – Wanheimerort – Sittardsberg – Huckingen |
| kursiv = Ortschaften außerhalb Duisburgs | |

### Linienführungen der Straßenbahn 1992
Stadtbahn-Vorlaufbetrieb, zum Stadtbahnbau siehe auch Stadtbahn Duisburg.
In Verbindung mit der Inbetriebnahme des Innenstadttunnels wurden am 1. Juli 1992 mehrere Strecken stillgelegt oder zumindest nicht weiter bedient:
1. Linie 901: von Schwanentor über Kuhtor, König-Heinrich-Platz und Hauptbahnhof bis Lutherplatz, Ersatz durch gleich verlaufende Tunnelstrecke
2. Linie 904: vom Hauptbahnhof über Neudorfer Straße, Koloniestraße, Sternbuschweg bis Grunewald; Strecke komplett stillgelegt, Gleise liegen bis heute nur noch auf der Neudorfer Straße
3. Linie 904: von Kulturstraße bis Bahnhof Hochfeld Süd (Südseite); nur noch Betriebsstrecke für einsetzende Fahrzeuge
4. Linie 909: von Schnabelhuck über Duissernplatz und Hansastraße zum Hauptbahnhof; Ersatz durch ähnlich verlaufende Tunnelstrecke (Linie 903)
5. Linie 79 bzw. 909: vom Hauptbahnhof/Mercatorstraße über Friedrich-Wilhelm-Straße bzw. vom König-Heinrich-Platz über Düsseldorfer Straße zur Kremerstraße; Ersatz durch Tunnelstrecke mit alternativer Streckenführung über Steinsche Gasse, weiter über Hochfeld nach Hüttenheim (Linie 903) bzw. über die „Bocksbarttrasse“ zur Düsseldorfer Straße (Linie U79)

| Linie                                                             | Linienweg |
| ----------------------------------------------------------------- | --- |
| U79                                                               | Duissern U-Bf – Duisburg Hbf – Steinsche Gasse – Grunewald – Wanheimerort – Waldfriedhof – Sittardsberg – Huckingen St.-Anna-Krankenhaus – (D-)Wittlaer – Kaiserswerth – Freiligrathplatz – Heinrich-Heine-Allee – Düsseldorf Hbf |
| 901                                                               | Obermarxloh Schleife – Marxloh Pollmann – Beeck Denkmal – Laar Kirche – Ruhrort Friedrichsplatz – Kaßlerfeld – Rathaus – Duisburg Hbf – Zoo/Uni – (MH-)Speldorf – (MH-)Stadtmitte                                                 |
| 902                                                               | Walsum Watereck – Marxloh Pollmann – Hamborn Rathaus – Meiderich Süd Bf – Schnabelhuck – Duissern U-Bf – Duisburg Hbf (– Steinsche Gasse – Grunewald Betriebshof)                                                                 |
| 903                                                               | Dinslaken Bf – Walsum – Marxloh Pollmann – Hamborn Rathaus – Meiderich Süd Bf – Schnabelhuck – Duissern U-Bf – Duisburg Hbf – Steinsche Gasse – Hochfeld Süd Bf – Wanheim – Hüttenheim                                            |
| kursiv = Ortschaften außerhalb Duisburgs, fett = Stadtbahnbetrieb | |

## Aktuelle Linienführungen der DVG
| Stadtbahn- / Straßenbahnlinien                                    | Stadtbahn- / Straßenbahnlinien | Takt mo–fr (HVZ)          | Takt sa                   | Takt so                   | Betreiber                 |
| U 79                                                              | (Meiderich Bf – Auf dem Damm –) Duissern U-Bf – Duisburg Hbf – König-Heinrich-Platz – Steinsche Gasse – Platanenhof – Grunewald – Im Schlenk – Waldfriedhof – Münchener Straße – Sittardsberg – Mühlenkamp – Huckingen St.-Anna-Krankenhaus – Kesselsberg – (D-)Froschenteich – Wittlaer – Kaiserswerth – Freiligrathplatz – Heinrich-Heine-Allee – Düsseldorf Hbf – Düsseldorf-Oberbilk – Universität Ost/Botanischer Garten | 10 1 2                    | (30)/15 1                 | (30)/30 1                 | DVG/Rheinbahn             |
| 901                                                               | (Obermarxloh Schleife – Marxloh Pollmann – Beeck Denkmal – Laar Kirche –) Scholtenhofstr. – Ruhrort Bahnhof – Ruhrort Friedrichsplatz – Tausendfensterhaus – Albertstr. – Kaßlerfelder Straße – Landesarchiv NRW – Rathaus – König-Heinrich-Platz – Duisburg Hbf – Zoo/Uni (– (MH-)Speldorf – Schloß Broich – Stadtmitte – Mülheim Hbf)                                                                                       | (15)/7½/(15)              | (30)/15/(15)              | (30)/15/(30)              | DVG                       |
| 903                                                               | (Dinslaken Bf –) Walsum Watereck – Marxloh Pollmann – Hamborn Rathaus – Landschaftspark Nord – Meiderich Bf – Auf dem Damm – Duissern U-Bf – Duisburg Hbf – König-Heinrich-Platz – Steinsche Gasse – Platanenhof – Pauluskirche – Marienhospital – Hochfeld Süd Bf – Wanheimerort Rheintörchenstr. (– Tiger & Turtle – Hüttenheim Mannesmann Tor 2)                                                                           | (15)/7½/(15)              | (30)/7½/(15)              | (30)/15/(30)              | DVG                       |
| kursiv = Ortschaften außerhalb Duisburgs, fett = Stadtbahnbetrieb | kursiv = Ortschaften außerhalb Duisburgs, fett = Stadtbahnbetrieb | Quelle: Einzellinienpläne | Quelle: Einzellinienpläne | Quelle: Einzellinienpläne | Quelle: Einzellinienpläne |

- Die Linie U 79 wird in Gemeinschaft mit der Rheinbahn gefahren und benutzt auf Düsseldorfer Gebiet auch die dortigen Stadtbahnstrecken.
- Auch die Linie 901 benutzt Tunnelstrecken außerhalb des Duisburger Stadtgebietes. In Mülheim sind dies die Bahnhöfe Schloß Broich, Stadtmitte und die Endstation Mülheim Hbf.
- Die Linie 902 verkehrt nicht mehr, da etwaige Bahnsteige nun zu Hochbahnsteigen umgebaut werden und die Linie 902 auch anderweitig komplett von der DVG gestrichen wurde. Es werden nun bei Veranstaltungen (z. B. Fußballspiele) eine Taktverdichtung/Extra Fahrzeuge der Linie U79 eingesetzt.

| Buslinien | Buslinien | Takt mo–fr (HVZ) | Takt sa      | Takt so      | Betreiber                                                                              |
| SB 10     | Duisburg Hbf Osteingang – Duisburg Innenstadt – Duisburg Marientor – Moers Hülsdonk – Neukirchen Sparkasse – Rathaus – Vluyner Südring (– Kamp-Lintfort Neues Rathaus)                                                                                          | 60/(60)          | 60/(-)       | –            | NIAG                                                                                   |
| SB 30     | Duisburg Hbf Osteingang – Duisburg Innenstadt – Duisburg Marientor – Moers – Kamp-Lintfort Neues Rathaus (– Geldern Bf) | 30/(60)          | 30/(60)      | 60 1/(-)     | NIAG                                                                                   |
| SB 40     | Walsum Overbruch – Walsum Rathaus – Duisburg Hbf Osteingang | 30–60            | 60           | –            | DVG                                                                                    |
| SB 80     | Moers Königlicher Hof – Rumeln – Krefeld-Uerdingen Bf – Uerdingen Am Röttgen | 30               | 30           | 60           | NIAG                                                                                   |
| 3         | Moers Königlicher Hof – Moers Hülshorst – Moers-Kapellen – Moers-Vennikel – Kaldenhausen Krölls (montags bis freitags an schulfreien Tagen und am Wochenende als Taxibus)                                                                                       | 60               | 60           | 60           | NIAG                                                                                   |
| 728       | (Rahm –) Düsseldorf-Angermund Angeraue – Düsseldorf-Kaiserswerth Klemensplatz | (x)/30           | (x)/30       | (x)/60       | Rheinbahn                                                                              |
| 905       | Marxloh Pollmann – Röttgersbach – OB-Holten Markt – Wehofen – Walsum – Overbruch – Fahrn – Marxloh Pollmann (Ringlinie, nur in dieser Richtung) | 30               | 30           | 60           | DVG                                                                                    |
| 906       | Marxloh Pollmann – Fahrn – Overbruch – Walsum – Wehofen – OB-Holten Markt – Röttgersbach – Marxloh Pollmann (Ringlinie, nur in dieser Richtung) | 30               | 30           | 60           | DVG                                                                                    |
| 907       | Beeckerwerth Godesberger Straße – Beeck – Hamborn – Marxloh – Röttgersbach – Wehofen – OB-Holten Markt – Oberhausen-Holten Bf | 30               | 30           | 60           | DVG/STOAG                                                                              |
| 908       | (Bruckhausen Matenastraße –) Hamborn – Obermarxloh – Neumühl Buschhauser Str. (– OB-Buschhausen – Oberhausen-Sterkrade Bahnhof) (Busse bis OB-Sterkrade verkehren in Neumühl nicht über (H) Buschhauser Straße)                                                 | (30)/15/(30)     | (30)/30/(30) | (60)/60/(60) | DVG/STOAG                                                                              |
| 909       | Landschaftspark Nord – Obermeiderich – Meiderich – Beeck – Hamborn – Marxloh – Röttgersbach – Neumühl – Landschaftspark Nord (Ringlinie, nur in dieser Richtung)                                                                                                | 15               | 15           | 30           | DVG                                                                                    |
| 910       | Landschaftspark Nord – Neumühl – Röttgersbach – Marxloh – Hamborn – Beeck – Meiderich – Obermeiderich – Landschaftspark Nord (Ringlinie, nur in dieser Richtung)                                                                                                | 15               | 15           | 30           | DVG                                                                                    |
| 911       | Ruhrort Verteilerkreis – Homberg – Hochheide – Moers – Moers-Repelen – Kamp-Lintfort | 15               | 15           | 30           | NIAG                                                                                   |
| 912       | Rheinhausen Markt – Homberg – Moers – Neukirchen Rathaus – Neukirchen Vluyn | 30               | 30           | 60           | NIAG                                                                                   |
| 913       | (Moers-Hülsdonk –) Moers Königlicher Hof – Baerl – Orsoy – Rheinberg Schulzentrum | (x)/60           | (x)/60       | (-)/120      | NIAG                                                                                   |
| 914       | Moers – Schwafheim – Oestrum – Rheinhausen Markt (– Friemersheim – Dahlingschule – Turmstraße) | 30/(30)          | 30/(30)      | 60/(-)       | NIAG                                                                                   |
| 915       | Dinslaken-Lohberg – Dinslaken Bf (– Walsum – Overbruch Franz-Lenze-Platz) | 60/(x)           | 60/(120)     | –            | NIAG                                                                                   |
| 916       | Hochheide Markt – Homberg – Ruhrort – Untermeiderich – Mittelmeiderich Sympherstraße | 30               | 30           | 60           | DVG                                                                                    |
| 917       | Hochheide Markt – Homberg – Ruhrort – Laar – Beeck – Mittelmeiderich – Meiderich Bahnhof | 30               | 30           | 60           | DVG (Meiderich Bahnhof – Oberhauser Straße wird von der neuen Buslinie 919 übernommen) |
| 919       | Beeck Denkmal – Meiderich Bahnhof – Ratingsee – Meiderich Ost Bahnhof – Oberhauser Straße | 30               | 30           | 60           | DVG                                                                                    |
| 920       | (Kaldenhausen Krölls – Rumeln – Trompet –) Bergheim – Rheinhausen – Hochfeld – Duisburg Hbf (– Neudorf Sportpark) | (30)/15/(30)     | (30)/15/(30) | (30)/30/(60) | DVG                                                                                    |
| 921       | Duisburg Hbf Osteingang – Hochfeld – Rheinhausen – Oestrum – Moers Königlicher Hof | 15               | 15           | 30           | DVG/NIAG                                                                               |
| 922       | Beeckerwerth Godesberger Straße – Laar – Ruhrort – Homberg – Rheinhausen Markt | 30               | 30           | 60           | DVG                                                                                    |
| 923       | Baerl Kirche – Homberg – Hochheide – Rheinhausen – Friemersheim Markt – Logport | 30               | 30           | 60           | DVG                                                                                    |
| 924       | Kaldenhausen Krölls – Rumeln – (Zentralfriedhof –) Friemersheim – Rheinhausen – Bergheim – Winkelhausen Bruchstraße (montags bis samstags viermal und sonntags zweimal pro Richtung über (H) Zentralfriedhof)                                                   | 30               | 30           | 60           | DVG                                                                                    |
| 925       | Rheinhausen Markt – Logport – Friemersheim – Hohenbudberg – Kaldenhausen – Rumeln | 60               | 60           | 60           | DVG                                                                                    |
| 926       | Homberg Birkenstraße – Hochheide Markt – Essenberg – Duisburg Hbf (– Neudorf Universität Nord) | 30/(30)          | 30/(30)      | 60/(-)       | DVG                                                                                    |
| 927       | Krefeld Hbf – Krefeld-Bockum – Krefeld-Uerdingen – Krefeld-Chempark – Rheinhausen Bf – Rheinhausen Markt | 60               | 60           | 60           | SWK                                                                                    |
| 928       | (Winkelhausen Bruchstraße – Asterlagen –) Stadtmitte – Duisburg Hbf – Neudorf – Wedau Ausbesserungswerk – Bissingheim Dorfplatz (Busse bis DU-Stadtmitte verkehren ab Friedrich-Wilhelm-Platz zum Kuhtor. Rückfahrt über Schäferturm und Stadttheater zum Hbf.) | (60)/15–30       | (60)/30      | (60)/30      | DVG                                                                                    |
| 929       | (Venlo (als Linie 29) –) Vluyner Südring – Moers-Hülsdonk – Moers Königlicher Hof – Hochheide – Ruhrort – Innenstadt – Duisburg Hbf Osteingang | (x)/30           | (x)/30       | (-)/60       | NIAG                                                                                   |
| 930       | Duissern Ruhrau – Duisburg Hbf – Hochfeld – Wanheimerort – Neudorf – Duissern Ruhrau (Ringlinie, nur in dieser Richtung) | 30               | 30           | 60           | DVG                                                                                    |
| 931       | Duissern Ruhrau – Neudorf – Wanheimerort – Hochfeld – Duisburg Hbf – Duissern Ruhrau (Ringlinie, nur in dieser Richtung) | 30               | 30           | 60           | DVG                                                                                    |
| 933       | (Neuenkamp Rheindeich –) Duisburg Hbf – Neudorf Universität Nord | (15)/7½          | (30)/30      | (30)/30      | DVG                                                                                    |
| 934       | Kaßlerfeld Betriebshof Am Unkelstein – Innenhafen – Duisburg Hbf – Neudorf – Wedau (– Buchholz – Großenbaum Ost) | 15/(30)          | 15/(30)      | 30/(30)      | DVG                                                                                    |
| 935       | (Oberhausen Anne-Frank-Realschule –) Oberhausen Hbf – Hamborn – Marxloh Pollmann – Oberhausen Sterkrade Bf | (60)/60          | (60)/60      | (-)/60       | DVG/STOAG                                                                              |
| 936       | Hamborn-St. Johannes Klinik – IKEA Duisburg – Landschaftspark-Klettergarten/Haupteingang/Nord – Hagenshof-Alexanderstraße | 30               | 30           | 60           | DVG                                                                                    |
| 939       | Duisburg Hbf Osteingang – Neudorf – Duissern Werthacker – Obermeiderich – Oberhausen Hbf – Oberhausen Anne-Frank-Realschule | 60               | 60           | 60           | DVG/STOAG                                                                              |
| 940       | Huckingen St.-Anna-Krankenhaus U-Bf – Ungelsheim – Hüttenheim – Buchholz – Großenbaum – Rahm | 30               | 30           | 60           | DVG                                                                                    |
| 941       | (KR-Uerdingen Bf –) Mündelheim Krefelder Straße – Hüttenheim – Buchholz – Großenbaum – Wedau Wolfssee | (60)/15          | (60)/30      | (60)/60      | DVG                                                                                    |
| 942       | Mündelheim Ehinger Berg – Serm – Ungelsheim – Huckingen – Buchholz – Wedau – Bissingheim Dorfplatz | 30               | 30           | 60           | DVG                                                                                    |
| 945       | Zubringerlinie von verschiedenen Orten zur Schauinsland-Reisen-Arena | x                | x            | x            | DVG                                                                                    |
| 995       | Oberhausen Anne-Frank-Realschule – Oberhausen Hbf – Oberhausen-Lirich – Neumühl – Marxloh Pollmann | 60               | 60           | –            | DB Rheinlandbus                                                                        |

Zahlreiche Linien werden von verschiedenen Subunternehmern im Auftrag der jeweiligen Betreiber befahren. Die DVG selbst setzt auf mehreren Linien Fahrzeuge der Subunternehmer „Der Homberger“ aus Duisburg, „WEGA Reisen“ aus Ratingen, „Urban Reisen“ aus Gladbeck, „Divan Reisen“ aus Duisburg und „DB Rheinlandbus“ aus Wesel ein.
Als Besonderheit dürfen die Linien 905, 906 und 907 den Revierpark Mattlerbusch im Duisburger Norden durchqueren. Die Linie 945 verkehrt nur bei Veranstaltungen in der Schauinsland-Reisen-Arena.
Daneben sind auch die als „Direktfahrt“ bezeichneten Ein- und Ausrückfahrten vom Betriebshof Am Unkelstein zu den jeweiligen Endstationen zum Verbundtarif benutzbar, allerdings sind die Fahrpläne weder im elektronischen Fahrplan noch im Fahrplanbuch veröffentlicht. Auch Aushangfahrpläne dieser Fahrten sind nur an wenigen Haltestellen zu finden, sodass diese Fahrten vergleichsweise unbekannt sind.
| NachtExpress-Nachtbuslinien | NachtExpress-Nachtbuslinien | Betreiber     | Betreiber |
| NE 1                        | Duisburg Hbf Osteingang – Ruhrort – Laar – Beeck – Marxloh – Neumühl Buschhauser Straße                                         | DVG           |           |
| NE 2                        | Duisburg Hbf Osteingang – Hochfeld – Rheinhausen – Bergheim – Rumeln Rathaus                                                    | DVG           |           |
| NE 3                        | Duisburg Hbf Osteingang – Meiderich – Hamborn – Marxloh – Fahrn – Walsum – Dinslaken Bf                                         | DVG           |           |
| NE 4                        | Duisburg Hbf Osteingang – Neudorf – Wedau – Buchholz – Huckingen St. Anna Krankenhaus                                           | DVG           |           |
| NE 5                        | Duisburg Hbf Osteingang – Innenhafen – Kaßlerfeld – Ruhrort – Homberg – Hochheide Markt                                         | DVG           |           |
| NE 6                        | Duisburg Hbf Osteingang – Hochfeld – Wanheim – Hüttenheim Mannesmann Tor 2                                                      | DVG           |           |
| NE 9                        | Duisburg Hbf Osteingang – Zoo/Uni – Mülheim-Speldorf – Mülheim Stadtmitte – Mülheim Grenze Borbeck – Essen Abzweig Aktienstraße | Ruhrbahn      |           |
| NE 27                       | Krefeld Hbf – Krefeld-Bockum – Krefeld-Uerdingen – Friemersheim – Rheinhausen Markt                                             | SWK           |           |
| NE 79                       | Duisburg Hbf Osteingang – Grunewald – Sittardsberg – DU-Huckingen – D-Wittlaer – D-Kaiserswerth Klemensplatz                    | DVG/Rheinbahn |           |

Die NachtExpress-Linien NE 1 – NE 6 verkehren täglich um 23:30, 0:30 und 1:30 Uhr, Samstagmorgen auch 2:30 und 3:30 Uhr (nicht NE3). Sonntag- und Feiertagmorgen verkehren die NE-Linien stündlich bis 7:30 Uhr. Die Linie NE 9 und NE 27 verkehren ebenfalls täglich. Die Linie NE 9 verkehrt wie die anderen NE-Linien montags bis freitags mit drei Fahrten um 23:02, 0:02 und 1:02 Uhr und samstags stündlich bis 6:02 Uhr und sonn- und feiertags bis 8:02 Uhr. Die Linie NE 27 verkehrt nur mit zwei Fahrten täglich auf Duisburger Stadtgebiet und zwar um 22:06 und 23:06 Uhr ab Rheinhausen Markt. Die restlichen Fahrten der Linie NE 27 verkehren nur zwischen Krefeld Hbf und KR Uerdingen Bf. Die Linie NE 79 ist nicht im offiziellen Fahrplan aufgeführt, fährt aber nach vorheriger Ankündigung (zum Beispiel an Silvester).
Am 15. September 2021 wurden die Taxibus Linien, die im Anschluss an die NE-Busse fuhren, eingestellt. Das Angebot wurde vom On-Demand Service myBus übernommen. Die Verkehrszeiten wurden auf die ganze Woche ausgeweitet.

## Wagenpark

### Stadtbahn / Straßenbahn
Der Stadtbahn-Wagenpark der DVG setzt sich zusammen aus 18 Wagen des Typs B80C für die Linie U79, von denen vier Wagen bis Mitte der 1990er Jahre ein Speisewagenabteil besaßen, sowie ursprünglich 46 Straßenbahnwagen des Typs GT 10 NC-DU für die Linien 901–903, auch als „N-Wagen“ bezeichnet. Hinzu kam zunächst ein einzelner sogenannter Variobahn-Wagen (GT6ND), der jedoch 2015 an ein Hotel in Norwegen verkauft wurde. Die Fahrzeuge vom Typ GT 10 NC-DU waren ursprünglich achtachsige Wagen. 1996 entschied sich die DVG, sie mittels eines Niederflur-Mittelteils zu Zehnachsern zu verlängern, um so die Kapazität zu erhöhen und einen barrierefreien Einstieg zu ermöglichen.
Gegen Korrosionsschäden bei allen 46 Fahrzeugen des Typs GT 10 NC-DU wurde ein Sanierungsprogramm durchgeführt, allerdings nur für 38 der Fahrzeuge, so dass bis zur nächsten Neuanschaffung (siehe unten) nicht genügend Wagen zur Verfügung stehen. Bis dahin besteht wochentags auf dem Nordast der Linie 901 zwischen der Haltestelle Scholtenhofstraße und Obermarxloh Schleife Schienenersatzverkehr.
Traditionell ist die DVG für ihre zahlreichen in Eigenregie durchgeführten Umbauten an Straßenbahnwagen bekannt. Ein aktuelles, exemplarisches Beispiel ist der Wagen 1000: Anfang der 1980er Jahre diente er als Prototyp der anzuschaffenden GT 8 NC-DU (u. a. Einbau einer Choppersteuerung). Anfang der 1990er Jahre erfolgte der Umbau dieses achtachsigen Gelenktriebwagens des Typs GT 8 aus dem Jahr 1966 zu einem Zweirichtungswagen mit optischer Angleichung der Frontgestaltung an die GT 8 NC-DU, 1996 wurde er mit einem niederflurigen Eigenbau-Mittelteil zum Zehnachser erweitert. Erneut fungierte der Wagen 1000 als Prototyp, diesmal für die Verlängerung der achtachsigen GT 8 NC-DU.
Der aktuelle Stadtbahn- und Straßenbahn-Wagenpark der DVG:
- Stadtbahnwagen B80C:
  - Baujahr 1983: 4701–4714 (4707 und 4708 dienen als Ersatzteilspender)
  - Baujahr 1984: 4715–4718 (ehemalige Speisewagen)

- GT 10 NC-DU:
  - Baujahr 1986: 1001, 1006, 1007, 1010, 1013
  - Baujahr 1987: 1015, 1018, 1020–1025
  - Baujahr 1991: 1026–1028, 1030–1031, 1033–1034, 1040
  - Baujahr 1993: 1041–1045 (1043 ist nach einem Unfall mit einem LKW außer Betrieb.)
- GT8ND (NF4)
  - Baujahr 2020: 2001–2002 (Prototypen, seit September bzw. November 2020 in Duisburg zur Erprobung)[5][6]
  - Baujahr 2021: 2003
  - Baujahr 2022: 2004–2005, 2008
  - Baujahr 2023: 2010–2017, 2019
  - Baujahr 2024: 2018, 2020–2027
  - Baujahr 2025: 2028–2032

Stand: Juli 2025
Alle Stadtbahn- und Straßenbahnfahrzeuge sind im Betriebshof Grunewald stationiert.

#### Erneuerung der Straßenbahnflotte
Hauptartikel: DVG NF4
Wegen des korrosionsbedingten Fahrzeugmangels, der fehlenden Klimaanlagen und des geringen Niederfluranteils in den Wagen (20 %) wurden 2017 neue Fahrzeuge ausgeschrieben: Bombardier Transportation wird 47 Straßenbahnwagen des Typs Bombardier Flexity Classic liefern und über 24 Jahre ihre Wartung übernehmen, mit Option einer Verlängerung auf 32 Jahre. Der Auftrag hat einen Umfang von 140 Millionen Euro.
Die neuen Bahnen mit der Bezeichnung NF 4 werden eine Länge von 34 Metern haben und 2,30 Meter breit sein. Mit der Einführung dieses Fahrzeugtyps wird zudem erstmals eine Klimaanlage bei den Straßenbahnen der DVG eingebaut werden. Der Niederfluranteil beträgt 70 % und die Kapazität der Fahrzeuge wird von 175 auf 200 Fahrgäste erhöht.

#### Erneuerung der Stadtbahnflotte
Ebenfalls geplant ist die Anschaffung von neuen 18 Stadtbahn-Fahrzeugen als Ersatz für die so genannten B-Wagen, die in Zusammenarbeit mit der Düsseldorfer Rheinbahn auf der Linie U79 verkehren. Da diese Fahrzeuge das Ende ihrer Lebensdauer in naher Zukunft erreicht haben werden, gilt ein Einsatz über das Jahr 2025 hinaus wirtschaftlich als nicht sinnvoll. Die Ausschreibung sieht vor, 18 neue Stadtbahnwagen mit einer Länge von 28 Metern und einer Breite von 2,65 Metern zu beschaffen. Die Ausschreibung soll im März 2019 beginnen, und der Auftrag mit einem Volumen von 61 Millionen Euro soll im ersten Quartal 2020 vergeben werden. Ein erster Einsatz der Fahrzeuge soll nicht vor 2024 erfolgen. Zur Ausstattung der neuen Wagen wird neben großen Mehrzweckbereichen für Rollstuhlfahrer und Kinderwagen eine Klimaanlage gehören. Somit wird ab 2025 die gesamte Flotte der DVG klimatisiert sein.
Am 12. Oktober 2020 wurde bekanntgegeben, dass Siemens den Zuschlag für den Bau und die Wartung der neuen Stadtbahnfahrzeuge erhalten hat.

### Omnibus
Der Bus-Wagenpark besteht zum größten Teil aus Fahrzeugen der Marke Mercedes-Benz Citaro von EvoBus, sowohl Solo- als auch Gelenkbusse. Ihre Stückzahl betrug 2006 bereits weit über 100 Exemplare, im Verkehrsverbund Rhein-Ruhr (VRR) besitzt die DVG somit nach der NEW Mönchengladbach den zweitgrößten Wagenpark dieses Typs. Vor der Anschaffung der Citaro-Wagen stellte der Mercedes-Benz O 405 das Standardfahrzeug der DVG dar. Insgesamt waren 1985 bis 1993 96 Fahrzeuge dieses Typs beschafft worden.

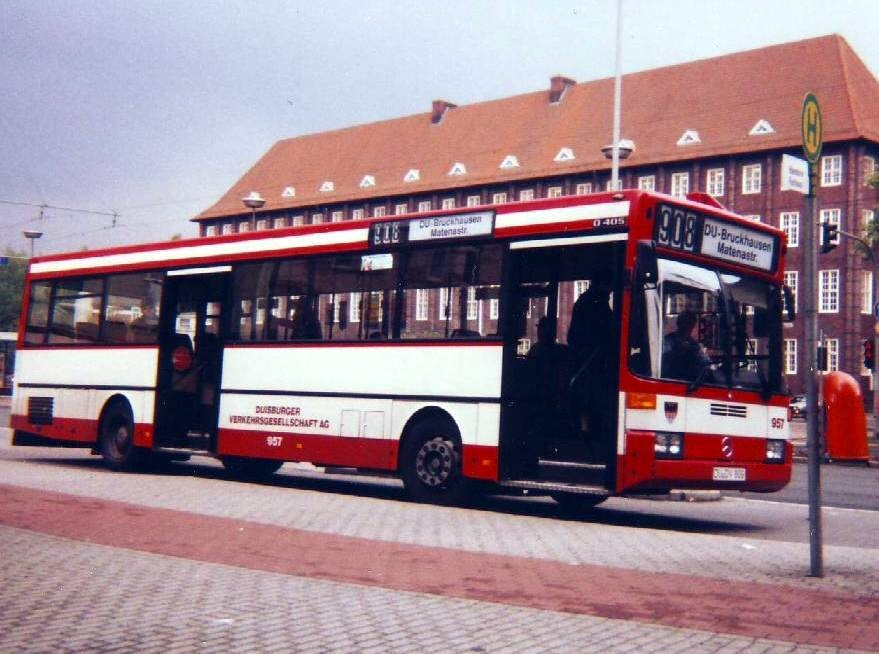
Linienbus der DVG vom Typ Mercedes-Benz O 405 im Jahr 1993

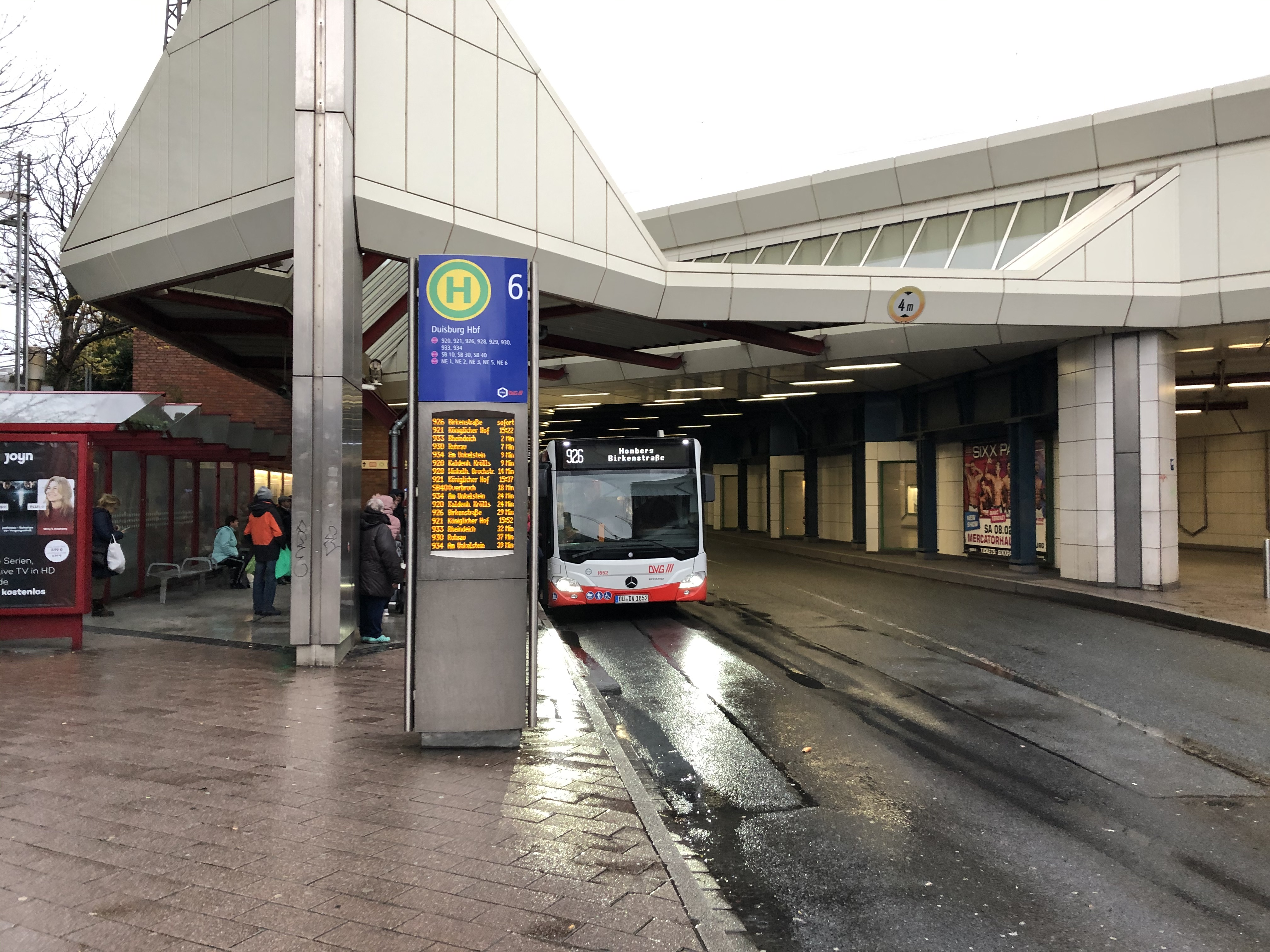
Linienbus des Typs Citaro C2 auf der Linie 926 an der Haltestelle Duisburg Hbf

Alle ab 2001 angeschafften Fahrzeuge verfügen außerdem über eine Klimaanlage.
Die einzelnen Typen des Wagenparks und ihre Betriebsnummern:
- 50 Solobusse (12 m) davon:
  - 7 MAN Lion’s City A21 (Baujahr 2012, Wg. 1201–1207)
  - 12 MAN Lion’s City A21 (Baujahr 2013, Wg. 1301–1312)
  - 15 Mercedes-Benz Citaro C2 (Baujahr 2016, Wg. 1651–1665, 1654 besitzt WLAN)
  - 5 Mercedes-Benz Citaro C2 (Baujahr 2017, Wg. 1760–1764)
  - 11 Solaris Urbino IV 12 hydrogen (Baujahr 2024, Wg. 2450–2460)

- 59 Gelenkbusse (18 m) davon:
  - 8 Mercedes-Benz O530 Citaro Facelift G (Baujahr 2008, Wg. 802–805, 807–810)
  - 1 Mercedes-Benz O530 Citaro Facelift GDH (Baujahr 2011, Wg. 1101, Hybridbus)
  - 4 MAN Lion’s City A23 (Baujahr 2012, Wg. 1208–1209, 1211–1212)
  - 11 Mercedes-Benz Citaro C2 G (Baujahr 2015, Wg. 1550–1560, 1550 besitzt WLAN)
  - 9 Mercedes-Benz Citaro C2 G (Baujahr 2017, Wg. 1750–1754, 1756–1759, 1755 brannte am 29. Januar 2024 in Duisburg-Aldenrade vollständig aus. Im Februar 2024 wurde 1755 verschrottet.)
  - 13 Mercedes-Benz Citaro C2 G (Baujahr 2018, Wg. 1850–1862, alle besitzen WLAN)
  - 6 Mercedes-Benz Citaro C2 G Hybrid (Baujahr 2019, Wg. 1950–1955)
  - 7 Mercedes-Benz eCitaro G (Baujahr 2021, Wg. 2150–2156)

Stand: Juli 2025
Die Busse sind im Betriebshof Am Unkelstein im Stadtteil Kaßlerfeld beheimatet, unweit des Innenhafens.

## Umweltschutz
Seit Anfang 2018 werden alle Straßen- und Stadtbahnen der DVG sowie deren Betriebsgebäude mit Strom aus Wasserkraft versorgt. Somit sollen pro Jahr 17.000 Tonnen CO2 eingespart werden. Zudem erfüllen alle Busse mindestens die Euro-4 Abgasnorm während rund 40 % der Busse die Euro-6 Abgasnorm erfüllen.
Zudem ist geplant, die Buslinie 934 bis zum Jahr 2021 komplett auf Elektrobusse umzustellen. Dafür lief 2019 die Ausschreibung zur Lieferung von 7 Elektrobussen mit einem Umfang von 6,1 Millionen Euro. Dieses Verfahren konnte die Firma EvoBus für sich gewinnen, die ab Dezember 2021 7 Batterie-Gelenkbusse des Typs eCitaro G liefern wird. Die Kosten der Anschaffung inklusive der Ladeinfrastruktur haben sich zudem auf 9,4 Millionen Euro erhöht, von denen 4,5 Millionen Euro durch den VVR und das Bundesumweltministerium gefördert werden.

## Sicherheits- und Ordnungsdienst bei der DVG

Logo des SRD-Nachfolgers octeo MULTISERVICES GmbH im DVV-Konzern

Zur Bewachung der Objekte und Anlagen, zur Bestreifung der Fahrzeuge sowie zu weiteren Sicherheitsaufgaben setzt die DVG einen uniformierten kommunalen Ordnungsdienst ein, der durch die kommunale octeo MULTISERVICES GmbH (vormals SRD) gestellt wird, die auch Teil des städtischen DVV-Konzerns ist. Der Sicherungsdienst wird eng mit den Sicherheitsbehörden der Bundespolizeirevier Duisburg Hbf, Polizei Duisburg und Ordnungsamt der Stadt Duisburg sowie mit dem Sicherheitsdienst der Deutschen Bahn (für den Bereich der Anlage Duisburg Hbf) durchgeführt.
Die Funktion der Einsatzleitstelle und der Disposition wird durch die Betriebsleitzentrale (BLZ) der DVG übernommen. Von dort aus bestehen Standleitungen zur Leitstelle EGON der Duisburger Polizei und der Leitstelle FLORIAN der Feuerwehr Duisburg. Erkennbar sind die uniformierten Kräfte an der blau-schwarzen Einsatzkleidung.
Nicht zu verwechseln ist der Sicherheits- und Ordnungsdienst bei der DVG mit dem DVG Servicedienst (ehemals DVG Ordnungsdienst), der als gemeinsame Maßnahme mit der ARGE Duisburg bzw. Gesellschaft für Beschäftigungsförderung GfB der Stadt Duisburg eingesetzt wird. Dieser trägt eine Dienstkleidung der DVG sowie dunkelgraue Jacken mit der Aufschrift DVG Service in Verbindung mit einem Unternehmensausweis der DVG, nimmt jedoch weder Sicherheits- noch Bewachungsaufgaben wahr. Auch der Fahrausweisprüfdienst wird im Gegensatz zum regulären Sicherheits- und Ordnungsdienst nicht durch das entsprechende Servicepersonal durchgeführt. Der Schwerpunkt der Tätigkeiten dieser Servicekräfte liegt bei der Fahrgastinformation und Hilfestellung bei Problemen wie etwa Einstiegshilfe für Rollstuhlfahrer und Senioren-Begleitservice; dieser Service richtet sich an ältere Fahrgäste, die an der Haustür abgeholt und in den Fahrzeugen der DVG begleitet werden. Der Senioren-Begleitservice ist jedoch kein Fahrdienst für mobilitätsbeeinträchtigte Personen, sondern ein zusätzlicher Service für eine bestimmte Zielgruppe.
Die Dauer einer Beschäftigungsmaßnahme beim DVG Servicedienst dauert in der Regel neun Monate. Seit September 2009 läuft jedoch eine Maßnahme, bei der sieben Servicekräfte eine besondere, einjährige Schulung bei der DVG erhalten. Diese Kräfte sollen nach Abschluss der Schulungsmaßnahme beim Sicherheits- und Ordnungsdienst eingesetzt werden. Dort sollen jedoch weiterhin Serviceaufgaben und keine Bewachungstätigkeiten wahrgenommen werden (zum Beispiel im Rahmen von sog. Stationsdiensten an einzelnen U-Bahnhöfen).